# Kfely
Kfely (německy Gfell) jsou vesnice, část města Ostrova v okrese Karlovy Vary v Karlovarském kraji. Leží západně od města Ostrov směrem k Hroznětínu. Kfely jsou především rovinaté a celé jsou roztaženy podél toku říčky Bystřice. Nacházejí se v nadmořské výšce okolo 410 metrů.
Stejné jméno nese rovněž obec u Horního Slavkova, po níž se též jmenuje železniční zastávka na trati z Karlových Var do Mariánských Lázní.

## Název
Jméno vzniklo ze základu Gefelle označujícího spád vodního toku, ale také poplatky či dávky, odváděné ve středověku obvykle z pozemků vrchnímu vlastníku půdy.

## Historie
Není přímých dokladů, kdo a kdy ves založil. Protože tok Bystřice zde není tak bouřlivý a ves byla drobným rytířským statkem, zprvu lénem tepelského kláštera, později královského loketského hradu, pravděpodobnější je druhá varianta.
Ves, rozložená na březích říčky Bystřice v Hroznětínské kotlině ve výšce okolo 400 metrů, patří společně s Liticovem mezi nejníže položené vsi správního území Ostrova. Soudě podle polohy a chebského nářečí, kterým se zde až do konce 20. století mluvilo, lze soudit, že je ves dílem německých kolonistů z Frank.
V horní, západní části vsi vznikl dvůr Münchhof s tvrzí obklopenou valem a vodním příkopem, v dolní, východní části vznikl druhý dvůr s panským sídlem.
První písemná zmínka o vesnici pochází z roku 1318. Mikuláš ze Kfel, který tehdy zřejmě ves držel, byl uveden jako svědek na listině, jíž byl osecký klášter obdarován jedním dvorem v Radoušově. Lze předpokládat, že Mikuláš je, ne-li zakladatelem, tedy jistě jedním z prvních příslušníků rodu Kfelířů, který zde sídlil. Jde snad o téhož Mikuláše, který v roce 1351 dostal lénem od tepelského opata dům se zahradou a loukou u říčky Bystřice. Darované území leželo podle Mikulášova popisu přímo naproti jeho dvoru ve Kfelích. Opat mu však daroval území jen doživotně a když Mikuláš brzy nato zemřel, rozloučil se jeho rod se Kfely navždy.
Koncem třicetileté války byla ves značně zpustošena, škody byly vyčísleny na 2311 zlatých 9 krejcarů.
V roce 1640 je ve Kfelích připomínán Benedict Räckel von Weynsberg. Panu Benedictovi patřilo tehdy ve Kfelích šest poddanských usedlostí (11 krav, 5 telat, 1 koza), v Dolním Žďáru tři usedlosti (4 koně, 1 vůl, 7 krav, 17 telat, 45 ovcí, 2 vepři, 7 koz) a ve Vykmanově také tři usedlost (3 koně, 5 volů, 3 krávy, 17 telat, 4 ovce, 1 vepř, 11 koz).
Výměrou polí i stavem dobytka se Kfely řadily vedle Borku a Liticova k nejmenším vsím ostrovského panství, zatímco počtem domů (14) patřily ke středně velkým.
V roce 1623 byla v Münchhofu celnice, z níž plynul ostrovské vrchnosti příjem 1 kopy míšenských grošů ročně, u dvora byl také mlýn o čtyřech složeních, nazvaný stejně jako dvůr podle původních majitelů Münchmühle, jehož majitel platil ostrovské vrchnosti roční činži 80 kop míšenských grošů. V okolí dvora se pěstoval chmel, byl zde i panský ovčín. Hnůj z panského ovčína museli podle urbáře z roku 1624 každoročně rozvážet na panská pole poddaní z Popova. Dostávali za to jídlo a mohli pást koně na panském.

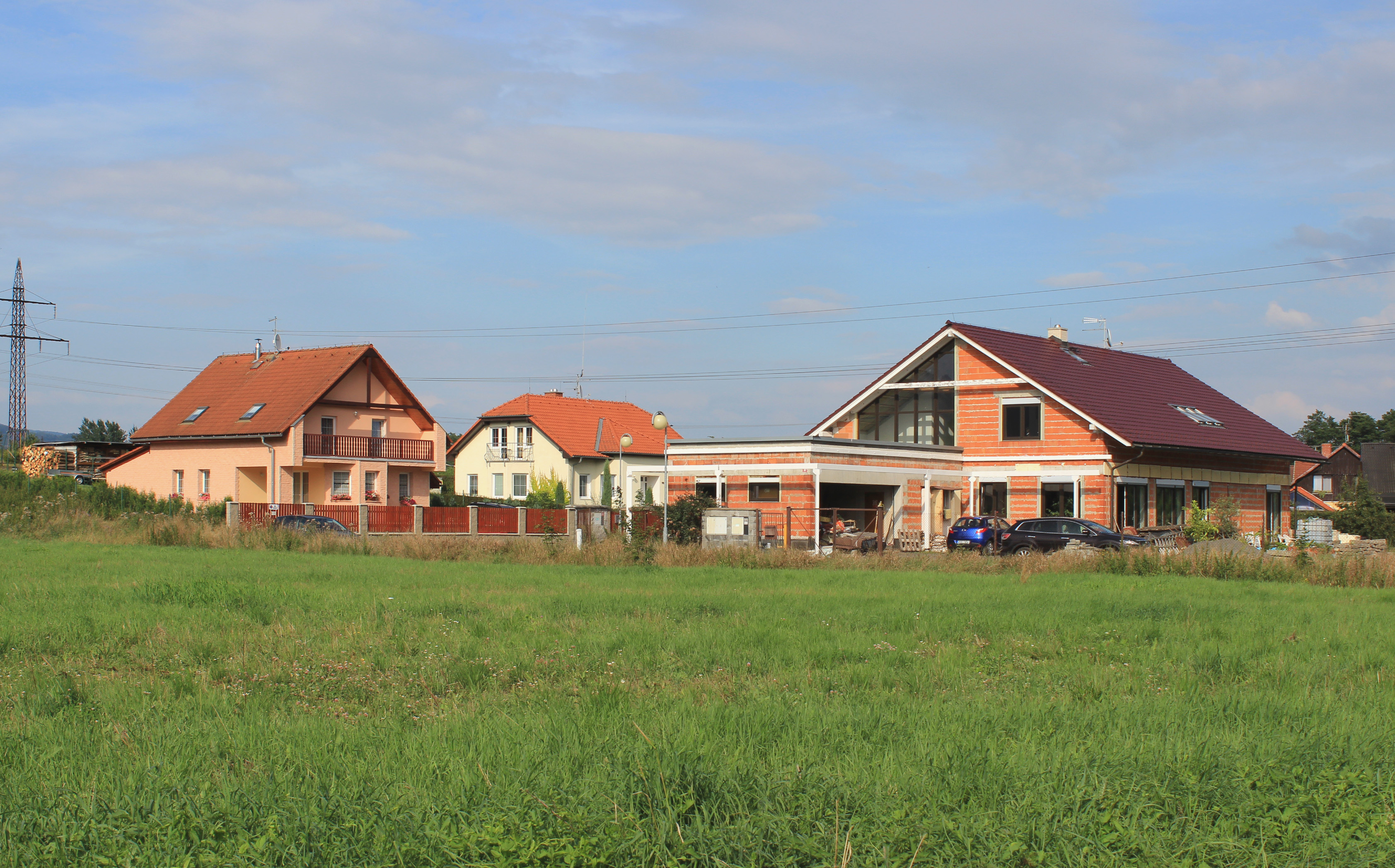
Nové domky

V polovině 18. století bylo ve Kfelích 13 hospodářů z toho 4 v Münchhofu, v dolní části vsi 9. Mlýn o třech kolech byl už panský a v okolí bylo několik rybníků. Ještě v roce 1785 uvádí J.Schaller ve Kfelích 18 domů, v roce 1847 bylo domů už 40 se 243 obyvateli, dva rozparcelované panské dvory, jeden mlýn a samota zvaná Bergholz o dvou domech. Později se počet domů podstatně nezvyšoval, v roce 1930 jich bylo 42. V roce 1975 pak byla obec společně s osadou Hluboký připojena ke správnímu území města Ostrova. Co se obchodů a služeb týče, jsou Kfely závislé na Ostrově a Hroznětíně, kam je pravidelné autobusové spojení (1× za hodinu na obě strany).
První panské sídlo, tvrz, kterou vybudoval Mikuláš ze Kfel na uměle vytvořeném ostrůvku uprostřed rybníka, zaniklo až roku 1842. V 19. století zanikl i blízký poplužní dvůr s mladším panským novým stavením.
Nejmladší kfelské panské sídlo, dodnes stojící dům čp. 29, bylo vybudováno v dolní, východní části vsi. Dobu jeho vzniku nelze zatím přesně stanovit. Podle tvaru okenního ostění v patře západní fasády může jít o období pozdní renesance. Dům byl v roce 1726 přestavěn, nad vchodem se zachoval kamenný znak vévodů saskolauenburských z doby úpravy objektu na poplužní dvůr. Podle archivních dokladů byl znak vytvořen a osazen v roce 1727. Současný půdorys patrové budovy odpovídá půdorysu, který zachytil katastrální plán z roku 1842. Z doby přestavby pochází patrně členění vnitřního prostoru a valené klenby v některých místnostech. Roku 1998 byl tento objekt navržen na prohlášení za nemovitou kulturní památku. V současné době[kdy?] je soukromým vlastnictvím.

## Obyvatelstvo
Při sčítání lidu v roce 1921 ve vsi žilo 247 obyvatel (z toho 117 mužů) německé národnosti a římskokatolického vyznání. Podle sčítání lidu z roku 1930 měla vesnice 260 obyvatel: sedm Čechoslováků, 252 Němců a jednoho cizince. Kromě jednoho evangelíka, tří členů církve československé a jednoho člověka bez vyznání byli římskými katolíky.
| Rok            | 1869 | 1880 | 1890 | 1900 | 1910 | 1921 | 1930 | 1950 | 1961 | 1970 | 1980 | 1991 | 2001 | 2011 | 2021 |
| -------------- | ---- | ---- | ---- | ---- | ---- | ---- | ---- | ---- | ---- | ---- | ---- | ---- | ---- | ---- | ---- |
| Počet obyvatel | 247  | 233  | 241  | 277  | 276  | 247  | 260  | 149  | 132  | 95   | 91   | 107  | 153  | 207  | 234  |
| Počet domů     | 40   | 41   | 43   | 44   | 43   | 43   | 42   | 39   | 48   | 24   | 21   | 31   | 38   | 55   | 71   |

## Obecní správa
Při sčítání lidu v letech 1869–1975 Kfely byly samostatnou obcí, se kterým patřily nejprve do okresu Karlovy Vary, ale v roce 1950 v okrese Karlovy Vary-okolí a v letech 1961–1975 opět v okrese Karlovy Vary. Od 1. července 1975 je částí města Ostrov v okrese Karlovy Vary. V letech 1961–1975 k obci patřil Hluboký.

## Galerie

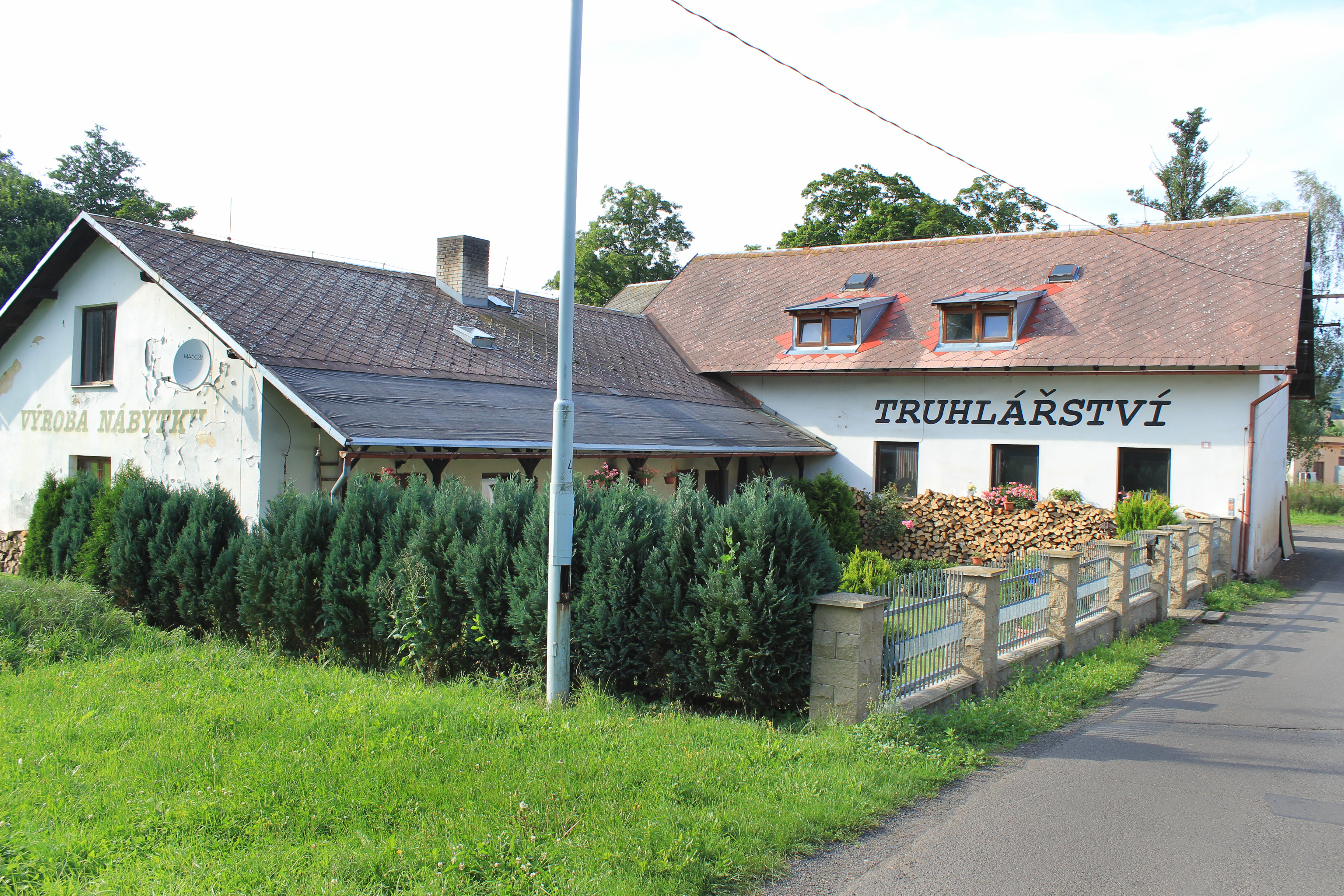
Truhlářství
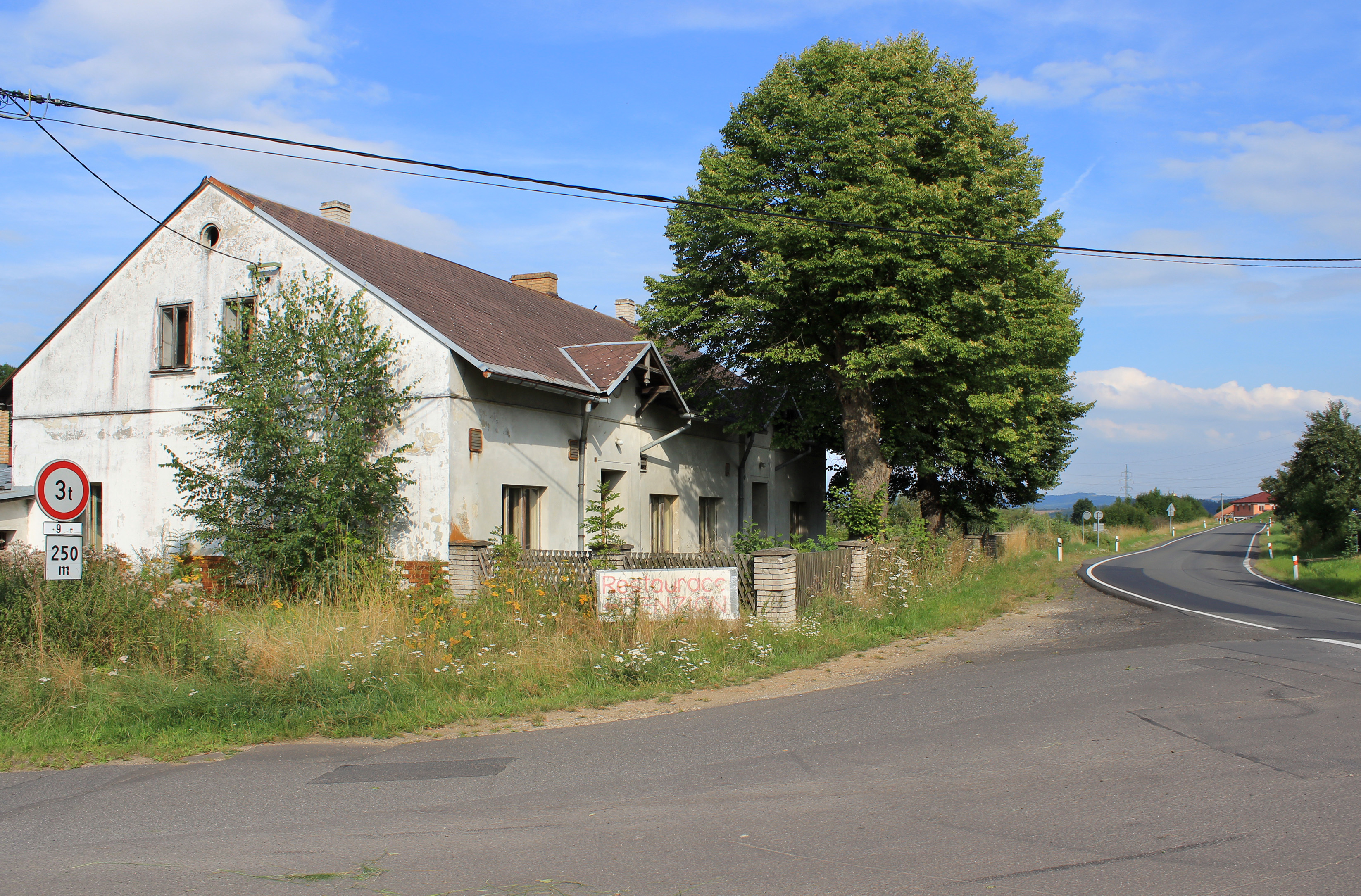
Bývalá restaurace u hlavní silnice
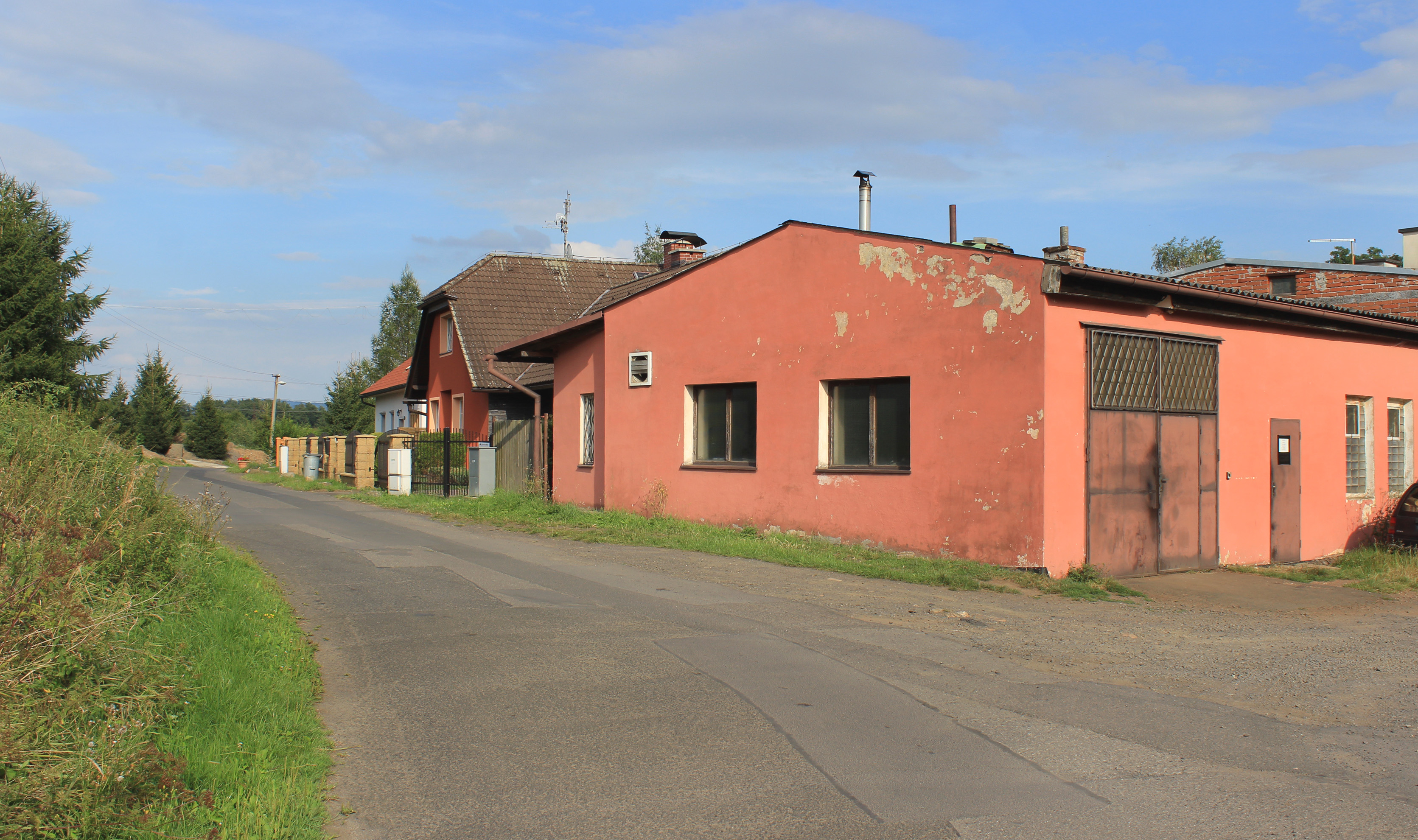
Autoservis
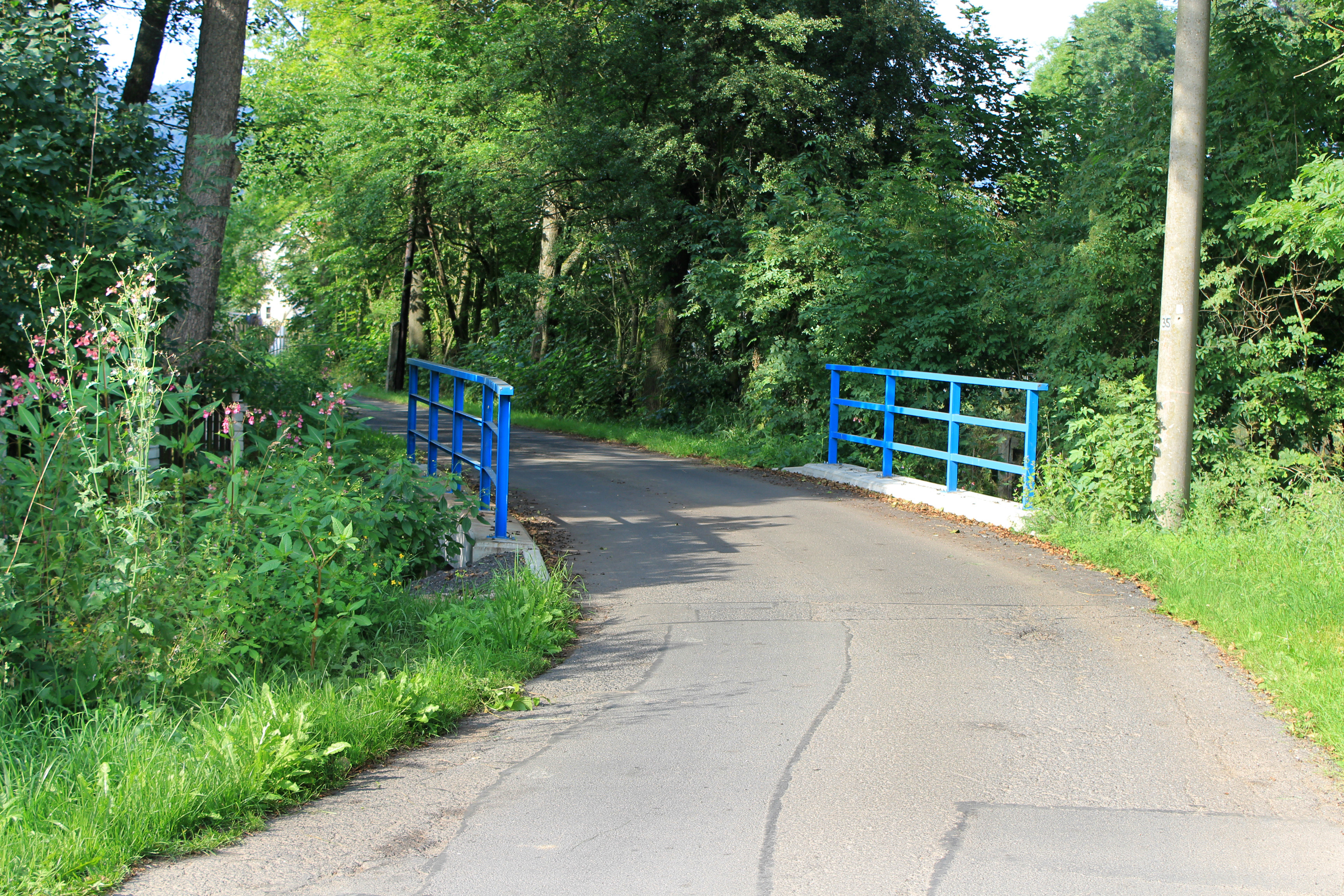
Můstek přes Bystřici